# 2019년 유러피언 게임
2019년 유러피언 게임(영어: 2019 European Games, 벨라루스어: Еўрапейскія гульні 2019, 러시아어: Европейские игры 2019)은 2019년 6월 21일부터 6월 30일까지 벨라루스 민스크에서 열린 제2회 유러피언 게임 대회이다.

## 개최 도시 선정
유럽 올림픽 위원회는 2015년 5월 16일에 열린 임시 총회에서 네덜란드를 2019년 유러피언 게임 개최국으로 선정했다. 네덜란드는 러시아, 벨라루스, 터키, 영국, 폴란드를 제치고 2회 대회 개최권을 획득했지만 2015년 6월 10일에 재정 문제로 인해 개최권을 반납하였다.
유럽 올림픽 위원회는 2015년 11월에 열린 회의에서 러시아를 2회 대회 개최지로 선정했으나 러시아에서 일어난 국가 차원의 도핑 스캔들의 여파로 인해 개최 여부가 불투명해졌다. 이를 계기로 국제 올림픽 위원회(IOC)는 러시아에서 대규모 스포츠 행사를 개최하는 것은 부적절하다고 판단했다. 유럽 올림픽 위원회는 2016년 10월 21일에 열린 회의에서 2회 대회 개최지를 벨라루스의 민스크로 선정했다.

## 참가국
- 그리스
- 네덜란드
- 노르웨이
- 덴마크
- 독일
- 라트비아
- 러시아
- 루마니아
- 룩셈부르크
- 리투아니아
- 리히텐슈타인
- 모나코
- 몬테네그로
- 몰도바
- 몰타
- 벨기에
- 벨라루스 (개최국)
- 보스니아 헤르체고비나
- 북마케도니아
- 불가리아
- 산마리노
- 세르비아
- 스웨덴
- 스위스
- 스페인
- 슬로바키아
- 슬로베니아
- 아르메니아
- 아이슬란드
- 아일랜드
- 아제르바이잔
- 안도라
- 알바니아
- 에스토니아
- 영국
- 오스트리아
- 우크라이나
- 이스라엘
- 이탈리아
- 조지아
- 체코
- 코소보
- 크로아티아
- 키프로스
- 튀르키예
- 포르투갈
- 폴란드
- 프랑스
- 핀란드
- 헝가리

## 경기 종목
| - 양궁 (8) - 육상 (10) - 배드민턴 (5) - 3x3 농구 (2) - 비치사커 (1) - 복싱 (15) - 카누 스프린트 (16) - 사이클 - 도로 (4) - 트랙 (20) - 체조 - 아크로바틱 체조 (6) - 에어로빅 (2) - 예술 체조 (12) - 트램펄린 (4) - 리듬 체조 (8) | - 유도 (15) - 가라테 (12) - 삼보 (18) - 사격 (19) - 탁구 (5) - 레슬링 (18) - 자유형 - 그레코로만형 - 여성부 |

## 메달 집계
| 순위 | 국가                  | 금메달 | 은메달 | 동메달 | 합계 |
| ---- | --------------------- | ------ | ------ | ------ | ---- |
| 1    | 러시아                | 44     | 23     | 42     | 109  |
| 2    | 벨라루스              | 24     | 16     | 29     | 69   |
| 3    | 우크라이나            | 16     | 17     | 18     | 51   |
| 4    | 이탈리아              | 13     | 15     | 13     | 41   |
| 5    | 네덜란드              | 9      | 13     | 7      | 29   |
| 6    | 독일                  | 7      | 6      | 13     | 26   |
| 7    | 조지아                | 6      | 10     | 14     | 30   |
| 8    | 프랑스                | 6      | 9      | 13     | 28   |
| 9    | 영국                  | 6      | 9      | 8      | 23   |
| 10   | 아제르바이잔          | 5      | 10     | 13     | 28   |
| 11   | 아르메니아            | 5      | 3      | 3      | 11   |
| 12   | 스페인                | 5      | 2      | 6      | 13   |
| 13   | 헝가리                | 4      | 6      | 9      | 19   |
| 14   | 벨기에                | 4      | 1      | 1      | 6    |
| 14   | 슬로베니아            | 4      | 1      | 1      | 6    |
| 16   | 불가리아              | 3      | 7      | 8      | 18   |
| 17   | 포르투갈              | 3      | 6      | 6      | 15   |
| 18   | 스위스                | 3      | 3      | 4      | 10   |
| 19   | 이스라엘              | 3      | 3      | 1      | 7    |
| 20   | 그리스                | 3      | 2      | 4      | 9    |
| 21   | 덴마크                | 3      | 2      | 3      | 8    |
| 22   | 폴란드                | 3      | 1      | 10     | 14   |
| 23   | 스웨덴                | 3      | 1      | 4      | 8    |
| 24   | 튀르키예              | 2      | 6      | 7      | 15   |
| 25   | 체코                  | 2      | 5      | 6      | 13   |
| 26   | 루마니아              | 2      | 3      | 5      | 10   |
| 27   | 라트비아              | 2      | 3      | 2      | 7    |
| 28   | 크로아티아            | 2      | 1      | 5      | 8    |
| 29   | 리투아니아            | 2      | 1      | 0      | 3    |
| 30   | 핀란드                | 2      | 0      | 1      | 3    |
| 31   | 오스트리아            | 1      | 2      | 4      | 7    |
| 31   | 아일랜드              | 1      | 2      | 4      | 7    |
| 33   | 세르비아              | 1      | 2      | 3      | 6    |
| 34   | 코소보                | 1      | 1      | 1      | 3    |
| 35   | 에스토니아            | 0      | 2      | 3      | 5    |
| 36   | 몰도바                | 0      | 1      | 4      | 5    |
| 37   | 슬로바키아            | 0      | 1      | 3      | 4    |
| 38   | 룩셈부르크            | 0      | 1      | 2      | 3    |
| 39   | 보스니아 헤르체고비나 | 0      | 1      | 0      | 1    |
| 39   | 키프로스              | 0      | 1      | 0      | 1    |
| 39   | 몬테네그로            | 0      | 1      | 0      | 1    |
| 42   | 노르웨이              | 0      | 0      | 2      | 2    |
| 43   | 산마리노              | 0      | 0      | 1      | 1    |
| 합계 | 합계                  | 200    | 200    | 283    | 683  |